# Sapli-Sépingo
Sapli-Sépingo est une localité du nord-est de la Côte d'Ivoire et appartenant au département de Bondoukou, Région du Zanzan. La localité de Sapli-Sépingo est un chef-lieu de commune.

## Sports
La localité dispose d'un club de football, le Sapli-Hossi Sports, qui évolue en Championnat de Division Régionale, équivalent d'une « 4e division » .